# Robin Hasluck Campbell
Robin Hasluck Campbell, britanski general, * 1894, † 1964.